# Rytidosperma vestitum
Rytidosperma vestitum är en gräsart som först beskrevs av Pilg., och fick sitt nu gällande namn av Henry Eamonn Connor och Elizabeth Edgar. Rytidosperma vestitum ingår i släktet kängurugräs (släktet), och familjen gräs. Inga underarter finns listade i Catalogue of Life.